# آنتراسیکلین

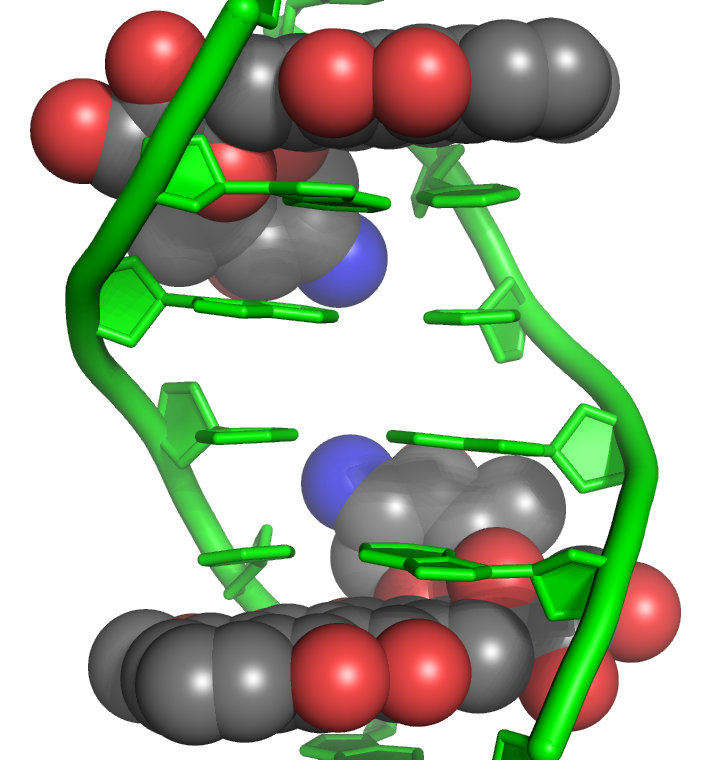
دوکسورابیسین به عنوان یک عامل بین‌لایه‌ای عمل می‌کند. دو مولکول دوکسورابیسین درون مارپیچ DNA قرار گرفته‌اند.

آنتراسیکلین‌ها (به انگلیسی: Anthracycline) دسته ای از داروها هستند که در شیمی درمانی استفاده می‌شوند و از باکتری استرپتومایسس استخراج می‌شوند. از این ترکیبات برای درمان بسیاری از سرطان‌ها از جمله سرطان خون، لنفوم، سرطان پستان، سرطان معده، سرطان رحم، سرطان تخمدان، سرطان مثانه و سرطان ریه استفاده می‌شود. اولین آنتراسیکلین کشف شده دانوروبیسین (با نام تجاری Daunomycin) بود، که به‌طور طبیعی توسط Streptomyces peucetius، تهیه شد. این باکتری گونه‌ای از اکتینوباکترها است. مهمترین آنتراسیکلین‌ها از نظر اهمیت بالینی دوکسورابیسین، دانوروبیسین، اپی‌روبیسین و آیداروبیسین هستند.

## یادداشت
1. ↑  intercalating agent